# Obznana
Obznana (v srbské cyrilici Обзнана, česky doslova Oznámení) byl dokument vydaný politickými představiteli Království SHS 29. prosince 1920. Oficiálně zakazoval jakoukoliv komunistickou propagandu a činnost veškerých organizací a osob, které ji šíří. Tím pádem tedy představoval zákaz činnosti Komunistické strany Jugoslávie. Po vydání dokumentu se konaly v některých oblastech země (např. ve Slovinsku a Bosně, převážně tam, kde měli komunisté podporu), rozsáhlé demonstrace. Mnohé z protestů pomáhal organizovat sám Josip Broz, budoucí komunistický předák a poválečný prezident.[zdroj?] Ještě před zákazem strany byly ničeny redakce a pracovny komunistických novin a příslušníci strany zatýkáni. 21. července 1921 byl zavražděn autor dokumentu, Milorad Drašković.
Jugoslávští komunisté přešli po vydání tohoto rozhodnutí do ilegality. Vzhledem k tomu, že byla jejich strana početně i politicky poměrně silná, znamenal pro ně odchod z veřejného života poměrně těžkou ránu. Počet členů strany se stále snižoval, až z několika desítek tisíc spadl v třicátých letech nakonec na pouhé stovky. 
Obznana měla jen dočasný charakter. Její základní myšlenky byly v roce 1921 přeneseny do nového zákona o ochraně veřejné bezpečnosti a pořádku v zemi. Zákon byl přijat nedlouho poté, co byl autor Obznany, Milorad Drašković, zabit při atentátu. Zákon nebyl aplikován pouze na komunisty (a případné další formace, které komunisté pokoušeli vytvořit), ale například i na Chorvatskou selskou stranu (o několik let později). Jeho cílem bylo umlčet celou řadu kritických hlasů, které by mohly získat podporu ve společnosti a ohrozit tak pozici vlády a monarchie.[zdroj?]